# Slaget ved Poitiers
 Denne artikel omhandler Slaget ved Poitiers i 732. Opslagsordet har også en anden betydning, se Slaget ved Poitiers (1356).
Slaget ved Poitiers 10. oktober 732 (Slaget ved Tours og på arabisk: بلاط الشهداء (Balâṭ al-Shuhadâ’) Martyrernes vej for troen blev udkæmpet mellem byerne Tours og Poitiers et sted) i det mellemste Frankrig
Slaget stod mellem frankiske og burgundiske styrker under Austrasiens rigshovmester Karl Martell og en massiv ummayyadisk muslimsk invasionshær under emiren af al-Andalus, Abdul Rahman Al Ghafiqi (‘Abd-al-Raḥmān al-Ghāfiqī). Ved slaget besejrede de kristne den islamiske hær, og emir Abdul Rahman blev dræbt. Samtidige krønikeskrivere opfattede sejren som en guddommelig dom og gav Karl tilnavnet Martellus ("Hammeren"), måske med Judas Makkabæeren i tankerne ("Hammeren" fra det Makkabæiske oprør)
Slaget standsede islams fremrykning fra den Den Iberiske Halvø mod nord i Vesteuropa. Mange historikere som Edward Gibbon regner slaget for et vendepunkt i verdenshistorien, da det markerede afslutningen på den islamiske ekspansion i Vesteuropa, og bevarede kristendommen som den dominerende trosretning i Europa, hvor islam erobrede resterne af de romerske og persiske riger. Den tyske historiker Leopold von Ranke bemærkede, at "Poitiers var et vendepunkt i en af verdenshistoriens vigtigste epoker", mens Gibbon endda så Karl Martell som kristendommens frelser. Samtidigt så han kimen til det karolingiske rige og det næste århundredes frankiske dominans i Europa grundlagt med sejren. "Opbyggelsen af frankisk magt i Vesteuropa formede kontinentets skæbne og Slaget ved Tours underbyggede denne magt."

## Sted
Til trods for slagets vigtighed er valpladsens placering ukendt. Samtidige vestlige og muslimske kilder enes om detaljer, mens der er uoverensstemmelse om andet. De fleste historikere antager, at de to hære mødtes, hvor floderne Clain og Vienne mødes mellem Tours og Poitiers.

## Baggrund
Slaget stod efter tyve års muslimske erobringer i Europa. De begyndte med invasionen af det vestgotiske, kristne kongedømme på Den Iberiske Halvø i 711 og gik videre ind i de frankiske, tidligere romerske territorier i Gallien. Muslimske felttog var nået ind i Akvitanien og Burgund og til et større slag ved Bordeaux og et plyndringstogt mod Autun.

## Parterne
- Det frankiske rige var den førende militære magt i Vesteuropa. Det bestod af størstedelen af Tyskland og Nederlandene og dele af det nuværende Frankrig: (Austrasien, Neustrien og Burgund). Frankerriget var begyndt at fremstå som den egentlige arvtager til det Vestromerske rige, mens det kæmpede om overherredømme mod horder af germansktalende stammer langs grænserne som de vilde saksere. Der var også interne stridigheder med fyrst Odo den store af Akvitanien.

De frankiske styrker under Karl Martell bestod hovedsageligt af tungt infanteri og udgjorde mellem 15.000 og 75.000 mand, sandsynligvis nærmest det mindste tal. Karl Martell havde forberedt sig på dette slag i et årti og utrætteligt hærdet sit infanteri til at stå fast mod muslimernes frygtede tunge kavaleri. Frankerne havde ikke stigbøjler, og kunne ikke modstå tungt kavaleri. I stedet trænede Karl sit infanteri året rundt i at kæmpe i den antikke græske formation falanksen, hvormed et disciplineret og tætpakket infanteri kunne modstå tungt kavaleri. Da muslimerne mødte Karl Martell i 732, var hans infanteri allerede en styrke af erfarne veteraner, hvoraf nogle havde fulgt ham helt tilbage fra 717. Historikeren Paul K. Davis skriver, at kernen i Martells hær var professionelt infanteri, som både var særdeles motiveret og disciplineret efter at have fulgt Martell i talrige kampagner over det meste Europa. Derudover brugte Martell lokale militsenheder til at udspejde og genere fjenden.
- Invasionen af Hispania og derpå Gallien blev udført af Det umayyadiske islamiske kalifat, der hidtil var den førende militærmagt. Ummayyaderne havde allerede erobret store dele af Nordafrika og Persien, hvorved de herskede over et imperium, der bestod af mange forskellige folkeslag, og som strakte sig fra den iberiske halvø i vest til Pakistan i øst. Styrker ledet af Tariq ibn-Ziyad krydsede Gibraltar og oprettede et islamisk styre på den iberiske halvø, samtidig med at andre muslimske styrker førte krig i Pakistan 6.500 km mod øst. Før ummayaderne mødte frankerne, havde de allerede besejret tidens to mægtigste militærmagter: Sassaniderne, som blev fuldstændigt absorberet og det byzantinske rige, som måtte afstå Syrien, Armenien og Nordafrika. kejser Leo formåede dog at forsvare Anatolien ved Slaget ved Akroinon i 739 under ummayyadernes sidste felttog.[12]

De muslimske styrker under Abdul Rahman Al Ghafiqi bestod mest af berberisk let kavaleri, mens resten var tungt arabisk kavaleri. Styrken bestod af mellem 60.000 og 200.000 ryttere, sandsynligvis nærmest det laveste antal. Op til slaget var den muslimske styrke opdelt i mindre strejfgrupper, som skulle plyndre forskellige rige og vigtige frankiske centre. Hele den muslimske hær var ifølge arabiske beretninger samlet før slaget. Seks dage inden slaget tilkaldte Abdul Rahman alle dem, som var på plyndringstogter. Begge hære var altså på fuld styrke på den syvende dag, hvor slaget begyndte.

### Styrkeforhold
Det virkelige antal af tropperne kendes ikke. Alle samtidige kilder beretter, at de muslimske styrker talmæssigt var de kristne betydeligt overlegne, men det er uvist i hvilken grad. Ud fra senere arabiske kilder skønner den engelske historiker Creasy, at den muslimske styrke var på mindst 80.000 mand. Paul K. Davis vurderer de muslimske styrker til 80.000 og frankernes til 30.000, men noterer, at andre moderne historikere bedømmer ummayyadernes styrke til at være mellem 20.000 og 80.000. Historikeren Edward J. Schoenfeld noterer blot, at "vurderinger om at muslimerne havde over 50.000 soldater og frankerne endnu flere, er logistisk umulige" idet han bestrider ældre tal på mellem 60 og 400.000 muslimer og 75.000 frankere. En anden moderne militærhistoriker, Victor Davis Hanson, mener, at hærene var på omtrent 30.000 mand hver. Moderne historikere kan være tættere på det rigtige tal end de middelalderlige kilder, fordi det moderne skøn baserer sig på vurderinger af, hvor mange mænd og dyr det logistisk var muligt at føde. Både Davis og Hanson understreger, at begge hære var nødsaget til at klare sig med det, de kunne opdrive fra det omkringliggende land, da de ikke havde forsyninger til et langtrukket felttog.

### Tab
Tabene er ukendte. Middelalderlige lærde mente, at Martells tab lå på omkring 1.500 mand, mens muslimerne skulle have lidt tab på op til 375.000 mand. Disse tal er sandsynligvis upålidelige, ikke mindst i betragtning af, at Liber Pontificalis (Pavernes Bog) angav nøjagtigt de samme tabstal ved Odos tidligere sejr i Slaget ved Toulouse (721). Allerede Benediktinermunken Paulus Diaconus bemærker i Langobardernes historie fra omkring 785, at disse tabstal fra Liber pontificalis også blev benyttet i forbindelse med Odos sejr ved Toulouse omend han fejlagtigt hævdede, at Martell kæmpede sammen med Odo. Senere kilder formentlig "influeret af Fredegars krøniker tilskrev udelukkende de samme saracenske tabstal til Martell og Slaget ved Poitiers." Vita Pardulfi fra midten af det 8. århundrede bemærker, at Abdul Rahmans styrker efter slaget hærgede og plyndrede sig vej gennem Limousin på vejen tilbage til Al-Andalus. Det antyder, at de ikke blev tilintetgjort i samme omfang som forestillet i Fortsættelsen af Fredegars krøniker.

## Optakt
De muslimske maurere under Andalusiens hersker og general Al-Samh ibn Malik havde i kølvandet på erobringen af den Iberiske halvø kastet deres øjne på Septimania, som lå nord for Pyrenæerne, og som de forholdsvis ubesværet fik løbet over ende omkring 719. Hvorefter de opslog hovedkvarter i havnebyen Narbonne, som de kaldte for ”Arbūna” og gav byens hovedsagelig ariansk kristne indbyggere milde betingelser. Fra Narbonne udbredte maurerne deres magt og undertvang byerne Alet, Béziers, Agde, Lodève, Maguelonne og Nîmes, som stadig var kontrolleret af deres vestgotiske hertuger
Det muslimske indtog i Aquitaine blev stoppet, da muslimerne led et stort nederlag ved Toulouse i 721, hvor Odo overraskede Al-Samh ibn Maliks styrker og dræbte Al-Samh ibn Malik. Men det satte ikke en stopper for de arabiske plyndringstogter, som med udgangspunkt i en sikker base i Narbonne i 720’erne slog til i nordøstlig retning, og i 725 nåede de så langt som byen Autun i Burgund.
Efter trusler både i syd (arabere) og nord (frankerne), allierede Odo sig i 730 med Uthman ibn Naissa, af frankerne også kaldt ”Munuza”, som var den berberiske emir i det senere Catalonien. For at besegle alliancen fik Uthman Odos datter Lampade til ægte, og arabernes plyndringstogter over Pyrenæerne, Odos sydlige grænse, stoppede.
Men året efter gjorde Uthman oprør mod guvernøren af al-Andalus, Abdul Rahman. Rahmna knuste hurtigt oprøret og vendte sin opmærksomhed mod oprørenes tidligere allierede: Odo. Rahmna havde samlet en kæmpe styrke af arabisk tungt kavaleri, berbisk let kavaleri og andre fra imperiets vidtstrakte provinser i et forsøg på at erobre Europa nord for Pyrenæerne. Ifølge en ubekendt araber, "Gik hæren gennem alle steder som en ødelæggende storm". Hertug Odo samlede sin hær ved Bordeaux, men blev besejret ved floden Garonne og Bordeaux blev plyndret. Nedslagtningen af kristne ved Garonne var grusom. Isidorus Pacensis skriver: "solus Deus numerum morientium vel pereuntium recognoscat" ("Gud alene ved antallet af døde, ja dræbte"). De muslimske ryttere lagde så den del af Gallien øde. Deres egne beretninger fortæller, at "Trofaste trængte gennem bjergene, trampede over ujævn og jævn grund, plyndrede så langt ind i landet som til frankerne og slog alle med sværd så meget, at da Odo kom til kamp med dem ved floden Garonne, flygtede han”. Og efter at have ødelagt Odos styrker, plyndret og lagt syden øde, vendte de muslimske hære sig mod nord, hvor de forfulgte den flygtende Odo, mens de plyndrede og ødelagde alt på deres vej.

### Odos appel til frankerne
Odo bad frankerne om hjælp, en hjælp som Karl Martell kun gav, efter at Odo var gået med til at underkaste sig frankisk overherredømme. Karl havde forberedt sig på denne konfrontation med muslimerne et tiår i forvejen, og han var overbevist om, at hvis han lod dem besætte Aquitanien, ville hele det vestlige Europa falde. Derimod ser det ikke ud til, at muslimerne før Poitiers var opmærksomme på frankernes styrke eller generelt var særligt agtpågivende med hensyn til de germanske folks magt. Muslimerne havde tilsyneladende ikke spejdet mod nord, før de krydsede Pyrenæerne, eftersom de var uvidende om og uforberedte på Karl Martell og hans stigende magt over store dele af Europa helt fra 717.

### Fremstød mod floden Loire
I 732 fortsatte den arabiske styrke mod nord mod floden Loire, mens trosset og en stor del af hæren blev liggende. Invasionsstyrkerne nedkæmpede al modstand i den sydlige del af Gallien, og da de ikke mødte organiseret modstand, delte de sig i flere lettere enheder, som plyndrede og ødelagde, mens hovedstyrken kom bagefter. Sandsynligvis var den muslimske invasion lagt så sent på året (oktober), fordi de invaderende hære var nødt til at leve af det, de kunne fouragere og plyndre fra landet, og derfor måtte vente til høsten var i hus.
Den militære forklaring på, at Odo blev besejret så let ved Bordeaux i 732 efter at have vundet i 721 – er enkel: I slaget ved Toulouse formåede han at gennemføre et overraskelsesangreb mod en selvsikker og uforberedt fjende, som havde rettet alle de defensive stillinger indad. Det arabiske kavaleri fik aldrig en chance for at mobilisere og møde ham i åbent slag. Odo formåede at lave en yderst effektiv omringningsmanøvre, der kom fuldstændig bag på det muslimske kavaleri, som blev nedslagtet i kaos og panik. Elleve år senere ved Bordeaux og ved Garonne var det arabiske kavaleri velforberedt. Det arabiske kavaleri havde tid til at mobilisere før slaget, og det resulterede i, at næsten alle i Odos hær blev dræbt, mens muslimerne led minimale tab. Odo flygtede mod nord. Odos ryttere manglede som alle europæiske styrker stigbøjler og havde derfor ikke kavaleri med rustninger. Næsten hele hans styrke bestod af infanteri. Muslimernes tunge kavaleri brød det kristne infanteris linjer i deres første angreb. Da infanteriets linjer var brudt, kunne muslimerne slagte de kristne efter behag.
Invasionsstyrken fortsatte med at ødelægge det sydlige Gallien og forberedte en fuldstændig erobring. En af de største plyndringsstyrker rykkede frem mod Tours med rigdommene i Sankt Morten af Tours klosteret. Det var den betydeligste kristne helligdom i Vesteuropa. Da rigshofmester i Austrasien, Karl Martell, hørte det, samlede han en hær på mellem 15.000 og 75.000 veteraner og marcherede mod syd. Han undgik de gamle romerske veje i håb om at komme uset og overraske muslimerne. Da han havde planlagt at bruge en falanksformation, var det afgørende for ham at komme i en position, hvor det var ham, der kunne vælge slagmarken og begrænse fjendens rytteres overlegne mobilitet. Hans plan var at finde en skrånende skovklædt slette, opstille sine soldater i formation og vente på, at muslimerne kom til ham. Det forudsatte, at muslimerne ikke angreb ham, før han var rede.

## Slaget

### Forberedelse og manøvrer
Efter at have besejret Odo blev de muslimske styrker ifølge alle beretninger fuldstændig overrasket over at finde en anden stor hær, der spærrede deres videre færd mod Tours, og som stod opmarcheret og rede til kamp. Karl Martell havde til fulde opnået den overraskelseseffekt, han havde håbet på. Han indtog en defensiv, falankslignende formation. Ifølge de arabiske kilder en stor firkant med træer og en stigning, der kunne bryde et kavaleriangreb.
I syv dage stod de to hære og så på hinanden, kun afbrudt af mindre træfninger. Abdul Rahman havde tilkaldt plyndringstropperne, og muslimerne ventede nu på, at de alle var tilbage og hæren på fuld styrke. Men selv efter at de var fuldtallige, var de stadig urolige. Ingen dygtig general, og det var Abdul Rahman, kan lide at lade sin modstander vælge tid og sted for et slag, og Martell havde gjort begge dele. Det var også svært for muslimerne at vurdere Karl Martells styrker, eftersom Martell brugte træer og skove til at få sine styrker til at syne større. Abdul Rahman ventede på, at hans egen hær var fuldtallig. Ventetiden gav imidlertid også Karl Martell tid til at samle endnu flere af sine veteraner og mobilisere lokale militsenheder, som dog viste sig at være næsten ubrugelige til andet end at fouragere og chikanere fjenden.
Martell satsede alt på, at Rahman til slut ville føle sig nødsaget til at udkæmpe slaget for at komme videre og plyndre Tours. Ingen af dem ønskede at angribe. Frankerne var med ulve- og bjørneskind klædt godt på til kulden og havde fordel af terrænet. Araberne var ikke så godt forberedt på den intense kulde, og de ønskede ikke at angribe det, de troede var en talmæssig overlegen frankisk hær. Araberne ønskede, at frankerne skulle komme ud i åbent land, hvor de var mere sårbare over for det arabiske kavaleri, mens frankerne i deres tætte formationer ønskede, at araberne skulle komme op over højdedraget og ind blandt træerne, som ville fjerne en stor del af kavaleriets fordel. Det blev et spil, som Martell vandt. Kampene startede på syvendedagen, fordi Rahman ikke ønskede at udsætte slaget i det uendelige med vinteren lige om hjørnet.

### Kampen
Rahman stolede stadig på sit kavaleriets taktiske overlegenhed, lange lanser og sværd, og fik det til at angribe gentagne gange. Men denne dag blev muslimernes kavaleri ikke udslagsgivende, som det havde været i så mange tidligere slag.
I et af de sjældne tilfælde, hvor middelalderens infanteri stod fast over for koncentreret kavaleriangreb, holdt de disciplinerede frankiske soldater stand mod de arabiske angreb på trods af, at det arabiske kavaleri flere gange brød igennem til det indre af den frankiske firkant. En arabisk kronikør fortæller: "De muslimske ryttere angreb frygtløst og ofte fremover mod bataljonen af frankere, som modstod med mandsmod, og mange faldt døde om på begge sider." Men til trods for arabernes voldsomme angreb brød frankerne linjer ikke sammen. De mange år med daglig træning finansieret af kirkemidler havde givet Karl Martell akkurat det, han ønskede, og hans krigsvante veteraner havde klaret det, alle på den tid troede var umuligt: at modstå et voldsomt, arabisk kavaleriangreb.

### Slaget vender
Men det kunne være endt helt anderledes for frankerne, hvis de muslimske styrker var forblevet under kontrol. Både vestlige og muslimske beretninger er enige i, at slaget blev hårdt, og at det muslimske tunge kavaleri brød igennem frankernes falanks.
Muslimerne, som brød ind i firkanten, forsøgte at dræbe Martell, men hans hirdmænd omringede ham og lod ikke araberne trænge igennem. Frankiske beretninger hævder, at mens slaget bølgede frem og tilbage, fløj der pludselig et rygte gennem den arabiske hær om, at frankiske spejdere truede det bytte, de havde taget i Bordeaux. Nu afbrød store dele af de muslimske styrker kampen for at vende tilbage til deres lejr og sikre byttet. Ifølge muslimske beretninger havde Karl sendt frankiske spejdere ud midt på kampens anden dag (frankiske kilde beretter, at slaget kun varede én dag), hvorefter de begyndte at plyndre muslimernes lejr, forsyningstros, slaver taget i Frankrig og andet bytte. Karl havde sendt spejdere ud for at skabe kaos i muslimernes lejr og befri så mange slaver som muligt i håbet om, at fjenden ville trække bort fra slaget. Det lykkedes ud over al forventning. I kampens hede forekom det den muslimske hær som et tilbagetog og fik den til at gå i panik og flygte fra slagmarken. Det blev hurtigt en generel retræte. Mens Abdul Rahman forsøgte at genoprette orden blandt sine flygtende mænd, blev han omringet af frankere og dræbt. Der var nu ikke nogen til at stoppe et totalt muslimsk tilbagetog, og alle muslimer vendte tilbage til deres lejr. "Alle flygtede forfulgt af deres fjender.”, skrev en arabisk historiker. Men i stedet for at sætte efter de flygtende fjender genoptog frankerne deres falankspositioner og hvilede dér natten over i den tro, at slaget ville fortsætte ved daggry.

### Næste dag
Da muslimerne ikke kom frem til kamp, frygtede frankerne et baghold. Karl troede først, at muslimerne forsøgte at lokke ham ned fra højden og ud i åbent land, en situation han for enhver pris ville undgå. Først efter at frankiske soldater havde udført en omfattende rekognoscering af fjendens lejr, opdagede de, at lejren var blevet forladt i hast i løbet af natten. Efterladende alt, der ikke kunne bæres i hænderne, havde de muslimske styrker sat kursen tilbage mod den Iberiske halvø med det bytte, som var tilbage og som hurtigt kunne transporteres.
I arabiske krøniker står, at efter Abdul Rahmans død kunne de forskellige generaler fra de forskellige dele af kalifatet, berbere, arabere, persere m.fl. ikke enes om en ny øverste leder til at føre dem i kamp. Kun Abdul Rahman havde en fatwa fra kalifen og dermed absolut autoritet over de troende soldater. Muslimerne kunne muligvis stadig have besejret frankerne, hvis de havde kunnet enes om én leder, men de mange forskellige nationaliteter og etniciteter fra hele det vidtstrakte kalifat gjorde det umulig at finde en afløser for Abdul Rahman.

### Samtidige beretninger
Den Mozarabiske krønike fra 754 skrevet af en ukendt andalusisk forfatter "beskriver slaget i flere detaljer end nogen anden latinsk eller arabisk kilde". Krønikerne skriver om slaget, at
 Under forfølgelsen af Odo besluttede Abd ar-Rahman sig for at lægge Tours øde ved at ødelægge dets paladser og nedbrænde dets kirker. Dér mødte han konsulen af Austrasien ved navn Karl, en mand, der fra sin ungdom havde bevist sin værd som kriger og var ekspert på militære områder, og som Odo nu havde tilkaldt. Efter at hver side havde plaget den anden med angreb i næsten syv dage, gjorde de sig endelig rede til kamp og kæmpede voldsomt. Menneskene fra nord forblev urokkelige som en mur, de holdt sammen som en gletsjer fra deres kolde egne. På et øjeblik tilintetgjorde de araberne med sværd. Menneskene fra Austrasien, som havde flere soldater og var formidabelt bevæbnede, dræbte kongen, Abd ar-Rahman, da de fandt ham, med et slag over brystet. Men pludselig, mens de havde arabernes utallige telte i syne, satte frankerne foragteligt deres sværd i skederne og udsatte slaget til den næste dag, eftersom det var blevet nat, mens slaget stod på. Ved solopgang så europæerne arabernes telte arrangeret, som de havde stået dagen før. Da de ikke vidste, at de var tomme og tænkte, at inde i dem sad saracenerne rede til kamp, sendte de mænd for at udforske og opdagede, at alle ishmaelitske tropper havde forladt stedet. I løbet af natten var de i tætte formationer flygtet tilbage til deres eget land.

 — Den Mozarabiske krønike fra 754
Fortsættelsen af Fredegars krøniker giver en stiliseret gengivelse af slaget:
 Fyrst Karl opstillede modigt sine mænd i kamporden mod dem [araberne], og krigerne stormede frem imod dem. Med Kristi hjælp væltede han deres telte og skyndte sig til slag for at søndermale dem i slagteriet. Da kongen Abdirama blev dræbt, tilintetgjorde han [dem], drivende hæren frem, kæmpede og vandt han. Således triumferede sejrherren over sine fjender.

 — Fortsættelsen af Fredegars krøniker
Den fjerde bog i Fortsættelsen af Fredegars krøniker skriver videre, at "han [Karl Martell] angreb dem som en mesterlig kriger.". Og at Karl "spredte dem foran sig som korn for vinden."
Det antages også, at Bedas Historia Ecclesiastica Gentis Anglorum (kap. XXIII) indeholder en reference til slaget: "[...] en forfærdelig pest af saracener hærgede Frankrig med frygteligt slagteri, men ikke lang tid efter modtog de deres straf i dette land optjent ved deres ondskab

## Strategisk analyse
Abdul Rahman var en god general, men i Poitiers gjorde han sig skyldig i flere fatale fejl. Gibbon pointerer, at han først og fremmest fejlede ved ikke at have udspejdet fjenden tilstrækkeligt og lade sig overrumple af en stor fjendtlig hær og dernæst ved ikke straks at gå mod Karl Martell. Karl Martell overraskede Abdul Rahman ved at undgå de store, romerske veje og i stedet marchere ad mindre biveje og kunne bestemme stedet og tidspunktet for slaget.
- Abdul Rahman formodede, at frankerne ikke ville komme deres aquitainske rivaler til undsætning, eller han bekymrede sig ikke om det. Således fik han ikke udspejdet deres styrke før slaget.
- Han observerede ikke de frankiske styrker og Karl Martells bevægelser. Havde han gjort det, ville han have stoppet opdelingen af hæren og straks have marcheret mod frankerne med hele sin styrke.

Creasy mente, at muslimernes strategisk bedste valg i denne situation ville have været helt at afstå fra at engagere sig i slag og i stedet forlade stedet med plyndringsbyttet, sætte garnisoner i de erobrede byer i det sydlige Gallien og komme tilbage, når de kunne tvinge Martell til en slagmark, de selv kunne have fordel af. En som øgede den store fordel, de havde ved at have de første ”riddere” i rustninger og ringbrynjer.
Hvis Abul Rahman den dag havde undgået en direkte konfrontation med Martell, ville Martell blot have kunnet stå på sin fordelagtige høj og set uvirksom på, at de frankiske områder blev truede eller lagt øde af muslimske plyndringstogter. Creasy bemærker:
| „ | Når vi erindrer, at Karl ikke havde en stående hær, er det mest sandsynligt, at det ikke stod i hans magt at anvende en mere forsigtig fremgangsmåde med at observere og udmatte invasionshærens styrke ved at trække det i langdrag. Så grusomme og så udstrakte var det saracenske, lette kavaleris ødelæggelser i Gallien, at det måtte have været umuligt i en længere periode at tøjle de forargede frankeres iltre temperament. Og selv hvis Karl kunne have overtalt sine mænd til passivt at se på, mens araberne stormede flere byer og lagde flere områder øde, kunne han alligevel ikke holde sammen på en hær ud over den sædvanlige krigssæson. | “ |
|   | — Edward Shepherd Creasy, Decisive Battles of the World |   |

Med tanke på forskellen mellem de to hære udkæmpede Karl Martell et brillant defensivt slag. Frankerne var hovedsageligt infanteri, alle uden rustning, mod arabiske ryttere med rustning eller ringbrynje; berberne var ikke lige så tungt beskyttede. På et sted og tidspunkt som Karl selv havde valgt, mødte han en overlegen styrke og besejrede den.

## Efterspil

### Ummayyadernes retræte og anden invasion
Den arabiske hær trak sig tilbage over Pyrenæerne, og Karl Martell fortsatte de næste år med at drive muslimerne ud af Frankrig. Odo var med nogen reservation blevet tvunget til at anerkende Karls overherredømme, men da han døde, ønskede hans søn Hunold uafhængighed. Selv om Karl ville lægge hans hertugdømme direkte under sig og begav sig derned for at få Aquitaniens loyalitet, optrådte Hunold som selvstændig hertug. Karl anerkendte hertugdømmet, men da araberne året efter igen invaderede Provence, havde Hunold intet andet valg end at følge i faderens fodspor og anerkende Karl Martells overherredømme.
I 736 påbegyndte kalifatet igen en massiv invasion, denne gang over havet og ledet af Abdul Rahmans søn. Invasionshæren landede i Narbonne og tog Arles. Karl drog ned til muslimernes befæstninger i Provence, hvor han befriede Montfrin og Avignon, og sammen med langobardernes konge Liutprand, ligeledes Arles og Aix-en-Provence – Nimes, Agde og Béziers, som var blevet holdt af muslimerne siden 725 faldt, og deres fæstninger blev ødelagt.
Denne gang mente muslimerne ikke, at de havde undervurderet Karl, og de lod ham komme til sig ved at lade ham erobre Provence, by efter by, og ventede tålmodigt på frankerne til det endelige slag. Imidlertid havde de overvurderet den tid, det ville tage, før frankerne formåede at bygge deres eget tunge kavaleri som støtte for det sårbare infanteri. På fem korte år havde Martell indført stigbøjlen og ryttere i rustning. Da han nu angreb muslimerne, gjorde han det med en drastisk anderledes hær end den, de havde ventet. Først knuste han muslimernes styrker ved Arles og forberedte sig dernæst på at møde hovedstyrken ved Narbonne, hvor han tilintetgjorde den i Slaget ved Berre. Nogle historikere mener, at Narbonne var en lige så vigtig sejr for det kristne Europa som Poitiers. De besejrede muslimske hære stod for første gang over for frankernes tunge kavaleri, som Martell brugte i samspil med infanteriet. Han formåede dog ikke at tage Narbonne, der blev forsvaret af muslimske arabere og kristne (arianere) vestgotere i samarbejde, men han rensede Provence for fremmede besættere, og han begrænsede muslimerne til byen Narbonne og til Septimania og efterlod dem uden andet valg end at barrikadere sig inden for murene i deres byer. I stedet for at binde hæren i en årelang belejring var Martell tilfreds med at isolere de få tilbageværende invasionsstyrker til Narbonne og Septimania. Byens endelige overgivelse overlod han til sin søn, Pipin den yngre, hvilket sønnen gjorde i (759), hvor resten af araberne blev drevet tilbage til Iberia. Hans barnebarn, Karl den Store, blev den første kristne hersker, som påbegyndte Reconquista – befrielse af kristne områder under muslimsk besættelse. Girona blev befriet i 785 og Barcelona i 801 og Catalonien, den østlige del af halvøen, blev omdannet til en række små hertugdømmer, der samlet fungerede som en bufferzone kaldet Marca Hispanica mod kalifatet i syd.
På trods af nederlagene ved Poitiers (721) og Narbonne (737) vedblev ummayyaderne i syd at udgøre en stor trussel mod de europæiske magter i Vesteuropa, som frygtede en gentagelse af forsøgene på en islamisk invasion op i Europa. Denne trussel forsvandt med ét i 750, da Det umayyadiske islamiske kalifat kollapsede i borgerkrig i slaget ved Zab, som efterlod umayyad-dynastiet næsten fuldstændigt udslettet på nær prinserne, som flygtede til Afrika og videre til Iberia, hvor de etablerede umayyad-emiratet i opposition til abbasidenes kalif i Bagdad.

## Poitiers i historien

### Vestlig historie
Kristne samtidige fra Beda den Ærværdige til Teofanes nedskrev nøje beretninger om slaget og var ivrige efter at udbrede, hvad de anså som dets betydning. Senere forskere som Gibbon hævdede, at hvis Martell var blevet besejret, ville maurerne antagelig forholdsvist ubesværet have erobret et delt Europa. Gibbon skrev i et af sine mest berømte kapitler, at 
| „ | En række af sejrsmarcher var blevet forlænget over 1.600 km fra Gibraltar til bredderne af Loire; en gentagelse af en lignende distance ville have ført saracenerne til udkanten af Polen og det skotske højland; Rhinen er ikke mere upasserbar end Nilen eller Eufrat, og den arabiske flåde kunne uden søslag have sejlet ind i mundingen af Themsen. Måske fortolkninger af Koranen ville have været lærestof i skolerne i Oxford, og talerstolene ville have vist et omskåret folk trygheden og sandheden i Muhammeds åbenbaringer. | “ |
|   | — Edward Gibbon, Decline and Fall of the Roman Empire, The Battle of Tours |   |

Et århundrede senere blev Gibbons konklusion bakket op af den belgiske historiker Godefroid Kurth, som skrev, at slaget ved Poitiers: "måtte forblive én af de vigtigste hændelser i verdenshistorien, da det blev afgjort om kristen civilisation eller islam skulle sejre i Europa.".
Tyske historikere har være specielt begejstrede i deres lovprisning af Martell; Schlegel taler om denne "mægtige sejr" og at "Karl Martells arm reddede og frelste kristne nationer i vesten fra den altødelæggende islams dødelige hånd"
Den tyske historiker Leopold von Ranke bemærker, at:
| „ | Starten af det ottende århundrede var en af verdenshistoriens vigtigste epoker. På den ene side truede Muhammedanismen med at overrende Italien og Gallien, og på den anden side var den oldgamle saksiske og frisiske idoldyrkelse igen ved at trænge over Rhinen. I denne farefulde stund for kristendommen, fremstod en ung, tysk prins, Karl Martell, og forsvarede kristendommen med al den energi, som kravet om selvforsvar nødvendiggjorde. | “ |
|   | — Leopold von Ranke |   |

Den engelske historiker Henry Hallam bemærker, at uden Martells sejre ville der ikke have været nogen Karl den Store, intet Tysk-romersk rige, ingen pavestat; disse stater byggede på Martells afgrænsning af Islam i Europa, mens kalifatet endnu stod forenet og i stand til at igangsætte sådanne erobringer. Mens historikeren Thomas Arnold, ligeledes fra England, mente, at Karl Martells sejr ved Poitiers oversteg endda Arminius sejr over de romerske legioner i Varusslaget: "Karl Martells sejr er iblandt de befriende sejre, der har påvirket menneskehedens lykke over århundreder."
Den irske historiker John Bagnell Bury skrev "Slaget ved [Poitiers] har ofte været anset som en verdenshistorisk begivenhed af største vigtighed, fordi efter denne blev indtrængningen af muslimer i Europa endelig bragt til ende."

### Arabisk historie
Samtidige arabiske historikere syntes i mindre grad optaget af nederlagene ved Poitiers og Narbonne end deres vestlige fæller. Den bredt anerkendte, engelske historiker Bernard Lewis skriver: "Arabiske historikere, hvis de overhovedet noterede det, beskriver [slaget ved Poitiers] som en mindre fejde." Den østrigske historiker Gustave E. Von Grunebaum skriver: "Tilbageslaget er måske vigtigt set fra et europæiske perspektiv, men for tidens muslimer, som ikke så nogen overordnet plan truet derved, havde det ikke nogen videre betydning." Samtidige arabiske historikere og krønikeforfattere var meget mere optaget af det samtidige katastrofale arabiske belejring ved Konstantinopel i 718, som endte med et knusende nederlag.
Creasy på sin side mener: "Slaget ved [Poitiers]' vedvarende betydning i muslimernes øjne bevidnes ikke kun af deres beskrivelser af det som 'det dødelige slag' og 'det skamfulde nederlag', som deres forfattere konstant gør brug af, men også af at saracerne ikke efterfølgende gjorde noget seriøst forsøg på erobringer ud over Pyrenæerne.".
Den 13. århundredes marokkanske forfatter Ibn Idhari al-Marrakushi bemærker slaget i sin Maghrebshistorie, "al-Bayan al-Mughrib fi Akhbaral-Maghrib." Ibn Idhari skrev, at: "Abd ar-Rahman og mange af hans mænd fandt martyrdøden på balat ash-Shuhada'i ("martyrernes vej")." Antonio Santosuosso bemærker, at "de [muslimerne] kaldte slagmarken på vejen mellem Poitiers og Tours for "martyrernes sti"." Men, som Henry Coppée har forklaret, blev "det samme navn givet til Slaget ved Toulouse og givet til mange andre slagmarker, hvor muslimerne blev besejret: de var altid martyrer for deres tro."
Endvidere ses at arabiske fortællinger fra perioden 722–850 nævner frankerne mere end noget andet kristent folkeslag bortset fra byzantinerne hvilke kunne give en indikation på, at samtidige arabiske lærde ikke så nederlaget som en bagatel.

## Nutidig analyse
Både Hallam og Watson såvel som Matthew Bennett og Edward Gibbon (Godefroid Kurth, Leopold von Ranke, m.fl.) mente, at hvis Karl Martell var blevet besejret, havde der ikke været nogen anden styrke, der kunne forsvare Vesteuropa. Hallam skriver: "Det kan i sandhed regnes for et af de få slag, hvor et andet resultat ville have ændret historiens gang dramatisk i alle efterfølgende tider: Som med Marathon, Slaget ved Gaugamela, Metaurus, Châlons, og Leipzig." Mens Bennet i 2005 bemærker, at "[...] få slag huskes tusind år efter, de er blevet udkæmpet [...], men slaget ved [Poitiers] er en undtagelse [...] Karl Martell nedkæmpede et muslimsk angreb, som kunne have ført til erobring af hele Gallien, hvis det havde fået lov til at fortsætte." Sandsynligvis opfattede Karl Martell og slagets andre hovedpersoner dog ikke selv umiddelbart, hvilken begivenhed af verdenshistorisk vigtighed, de havde været med til. Den engelske historiker John Julius Norwich, en af de førende autoriteter på det Østromerske Kejserdømme, mener, at ved at stoppe for yderligere muslimsk ekspansion ved Poitiers tog frankerne bogstaveligt talt vare på kristendommen, som vi kender den.

### Støtte til Poitiers som en begivenhed, der ændrede verden
William E. Watson, der er en af de mest respekterede historikere inden for denne periode, støtter kraftigt, at Poitiers var en makrohistorisk begivenhed, men han tager afstand fra Gibbons og Drubecks ordvalg, når han f.eks. i 1993 skriver om slagets betydning i frankisk historie og verdenshistorie:
| „ | Der er klart nok en vis begrundelse for at regne Poitiers med blandt de mest betydningsfulde begivenheder i frankisk historie, når man ser på resultatet af slaget i lyset af den bemærkelsesværdige beretning om muslimernes succesrige etablering af islamisk, politisk kontrol og kulturel dominans langs hele den østlige og sydlige side af den tidligere romersk-kristne verden. Den hurtige, muslimske erobring af Palæstina, Syrien, Ægypten og den nordafrikanske kyst helt frem til Marokko i løbet af det 7. århundrede førte til en permanent, magtbetinget indsættelse af islamisk kultur i et tidligere kristent og stort set ikke-arabisk område. Det visigotiske kongerige tilfaldt de muslimske erobrere i et enkelt slag ved floden Barbate i 711, og det tog den spansk-portugisiske, kristne befolkning syv lange århundreder at genvinde kontrollen med den Iberiske halvø. Reconquistaen blev fuldført i 1492, blot nogle måneder før Christoffer Columbus fik officiel opbakning til sin afgørende rejse over Atlanterhavet. Hvis Karl Martell havde lidt nederlag ved Poitiers ligesom kong Roderik ved Barbate, er det tvivlsomt, om én af de inaktive herskere i det merivingiske rige senere kunne have gennemført det, som hans talentfulde major domus ikke opnåede. Da Karl blev forfader til det karolingiske dynasti i frankerriget og farfar til Karl den Store, kan man endda påstå med en vis grad af sikkerhed, at den senere historie i Vesteuropa ville være forløbet ad voldsomt anderledes kanaler, hvis ‘Abd ar-Rahman havde sejret ved Poitiers i 732. | “ |
|   | — William E. Watson, Providence: Studies in Western Civilization |   |

Watson tilføjer: "Når vi undersøger motiverne til det muslimske pres nord for Pyrenæerne, kan vi tillægge sammenstødet ved Poitiers mellem frankerne og muslimerne fra al-Andalus en langsigtet, historisk betydning, i særdeleshed når vi ser på den opmærksomhed, der blev rettet mod frankerne i den arabiske litteratur og muslimernes succesrige erobringer andre steder i løbet af Middelalderen."
John Henry Haaren, der skrev omkring 1900, konkluderer i Famous Men of the Middle Ages: "Slaget ved Poitiers betragtes som et af de afgørende slag i verdenshistorien. Det afgjorde, at de kristne og ikke muslimerne skulle have magten i Europa."
Bernard Grun giver denne bedømmelse i sin "Timetables of History," som blev genudgivet i 2004: "I 732 opdæmmer Karl Martells sejr over araberne i slaget ved Poitiers deres flodbølge af fremtrængen mod vest.”
Historikeren og humanisten Michael Grant medregner slaget ved Poitiers blandt datoer med langtrækkende betydning i den romerske periode.
Historikeren Norman Cantor, som specialiserede sig i middelalderperioden, skrev i 1993: "Det er muligvis sandt, at araberne på dette tidspunkt havde nået grænsen for deres formåen, og at de ikke ville have erobret Frankrig, men deres nederlag (ved Poitiers) i 732 satte en stopper for deres fremtrængen mod nord."
Militærhistorikeren Robert W. Martin anser Poitiers som "et af de mest afgørende slag i hele historien."
Historikeren Hugh Kennedy udtaler "det blev virkelig betydningsfuldt ved at fastslå Karl Martells og karolingernes magt i Frankrig, men det havde også dybtgående konsekvenser i det muslimske Spanien. Det betød afslutningen på ghanimaøkonomien (=”plyndringsøkonomien”)."
Militærhistorikeren Paul Davis påstod i 1999, "hvis muslimerne havde sejret ved Poitiers, er det svært at se, hvad befolkningen i Europa kunne have stillet op for at modstå dem."
Tilsvarende fastholder George Bruce i sin nyskrivning af Harbottles klassiske militærhistorie, Dictionary of Battles, at "Karl Martel besejrede den muslimske hær afsluttede i praksis muslimernes forsøg på at erobre Vesteuropa."
Antonio Santosuosso fremsætter en interessant, moderne opfattelse af Martell, Poitiers og de senere felttog mod Rahmans søn i 736-737. Santosuosso fremlægger en overbevisende argumentation for, at disse senere sejre over de indtrængende, muslimske hære var mindst lige så betydningsfulde som Poitiers i deres forsvar af vestlig kristendom og bevarelse af den vestlige klosterbevægelse. Disse klostre var de lærdomscentre, der i sidste ende førte Europa ud af Middelalderen. Efter at have undersøgt de arabiske historieberetninger fra perioden begrunder han det også overbevisende, at der klart er tale om invasionshære, der blev udsendt af Kaliffen ikke bare for at hævne Poitiers, men for at indlede erobringen af det kristne Vesteuropa og bringe det ind under kalifatet.

### Afvisning af Poitiers som en begivenhed med verdenshistorisk betydning
Andre historikere er uenige i denne bedømmelse. Alessandro Barbero skriver, "I dag søger historikere af nedtone betydningen af slaget ved Poitiers, og de peger på, at hensigten med den arabiske styrke, som Karl Martell besejrede, ikke var at erobre Frankerriget, men blot at plyndre det rige kloister St-Martin de Tours".
På samme måde skriver Tomaž Mastnak:
| „ | Moderne historikere har skabt en myte, hvor de præsenterer denne sejr, som om den reddede det kristne Europa fra muslimerne. Edward Gibbon kaldte f.eks. Karl Martell for kristendommens redningsmand og slaget ved Poitiers for et sammenstød, der ændrede verdenshistorien... Denne myte har overlevet ind i vor tid... Men de som var samtidige med slaget overvurderede ikke dets betydning. De, der fortsatte Fredegars krønike, og som sandsynligvis skrev i midten af det 8. århundrede, beskrev slaget som bare ét i en række af sammenstød mellem de kristne og saracenerne – ja tilmed som en enkelt i en serie krige, der blev ført af frankiske fyrster for at erobre bytte og landområder... En af Fredegars efterfølgere fremstillede slaget ved Poitiers som det, det virkelig var: en episode i kampen mellem kristne fyrster, mens karolingerne forsøgte at bringe Aquitanien ind under deres magt. | “ |
|   | — Tomaž Mastnak |   |

Den kristne libanesisk-amerikanske historiker, Philip Hitti, tror, at der i realiteten ikke blev afgjort noget som helst på slagmarken ved Poitiers. Den muslimske flodbølge var allerede tusinder af km fra sit udgangspunkt ved Gibraltar – for slet ikke at tale om dens base i al-Qayrawan (Cairo) – og den havde slidt sig op og var nået til en naturlig grænse."
Det synspunkt, at slaget ikke havde nogen større betydning, formuleres måske bedst af Franco Cardini, der skriver i Europe and Islam:
| „ | Selv om man bør være forsigtig ved neddæmpning eller 'afmytologisering' af begivenhedens betydning, er der ikke længere nogen, som anser den for at have været afgørende. 'Myten' om det bestemte, militære sammenstød overlever i dag som en mediekliché, som det er vanskelig at udviske. Det er velkendt, hvordan frankernes og Pavestolens propaganda glorificerede den sejr, som blev vundet på vejen mellem Tours og Poitiers... | “ |
|   | — Franco Cardini |   |

I deres introduktion til The Reader's Companion to Military History opsummerer Robert Cowley og Geoffrey Parker den moderne udgave af denne synsvinkel på slaget ved Poitiers og skriver: “Studiet af militærhistorien er undergået drastiske forandringer i de senere år. Den gammeldags piber-og-trommer metode duer ikke længere. Faktorer som økonomi, logistik, efterretningsvirksomhed og teknologi får nu den opmærksomhed, man tidligere udelukkende ofrede på slag og felttog og antal af dræbte. Ord som ”strategi” og ”taktik” har fået et indhold, som man ikke ville have brugt for en generation siden. Ændrede holdninger og ny forskning har forandret vores syn på det, der engang forekom os at have størst betydning. For eksempel bliver adskillige af de slag, som Edward Shepherd Creasy omtalte i sin berømte bog fra 1851, The Fifteen Decisive Battles of the World næsten ikke nævnt her, og sammenstødet mellem muslimer og kristne ved Poitiers-Tours i 732, der engang blev betragtet som en skelsættende begivenhed, er blevet nedskrevet til kraftigt fremstød."
Khalid Yahya Blankinship har argumenteret for, at det militære nederlag ved Poitiers var blandt de fejltagelser, der bidrog til Ummayadekalifatets tilbagegang:
| „ | Fra Marokko til Kina baserede Ummayadekalifatets sin ekspansion og succes på jihad – væbnet kamp for at inddrage hele jorden under Guds lov, en kamp, som havde bragt stor materiel succes gennem et århundrede, men som pludselig gik i stå efterfulgt af det regerende Ummayadedynastis sammenbrud i 750. Jihadstatens ophør viser for første gang, at årsagen til dette sammenbrud ikke bare skal søges i intern konflikt, som det er blevet påstået, men også i et antal ydre og samvirkende faktorer, der overtraf kalifatets evne til at reagere. Disse ydre faktorer begyndte med knusende, militære nederlag ved Byzans, Toulouse og Poitiers, og de førte i 740 til det Store Berberoprør på den Iberiske Halvø og i Nordafrika. | “ |
|   | — Khalid Yahya Blankinship |   |

En anden synsvinkel fremføres af Santosuosso, der mener, sejrene i Poitiers og Narbonne (som han anser for den vigtigste) også havde vidtrækkende konsekvenser, idet de var med til at tilføre Europa arabisk lærdom, som til slut førte Europa ud af middelalderen.

### Konklusion
Den moderne militærhistoriker Victor Davis Hanson refererer debatten omkring slaget ved at inddrage citater fra historikere, der både er for og imod at betone de makrohistoriske konsekvenser:
| „ | Nutidige forskere har fremsat den opfattelse, at Poitiers, der er så svagt omtalt i samtidige kilder, blot var et raid, og at det derfor er en konstruktion i vestlig mytedannelse, eller at en muslimsk sejr kunne have været at foretrække for fortsat frankisk dominans. Det er klart, at Poitiers markerede en generel fortsættelse af det succesrige forsvar af Europa (mod muslimerne). Straks efter sejren ved Poitiers fortsatte Karl Martell i årtier med at rense Sydfrankrig for islamiske angribere og at forene de indbyrdes kæmpende kongeriger til grundlaget for det karolingiske rige og at sikre tilgang af trænede og pålidelige tropper fra de lokale herregårde. | “ |
|   | — Victor Davis Hanson, Carnage and Culture |   |

Paul Davis er en anden moderne historiker, som også henviser til begge sider i debatten (om hvorvidt Slaget ved Poitiers virkelig var en verdenshistoriks begivenhed). Han skriver "om Karl Martell frelste det kristne Europa er underkastet en del debat. Ét er imidlertid klart: sejren sikrede frankisk overherredømme over Gallien i mere end et århundrede."